# Gustav Petzold
Gustav Petzold (auch: Gustav Petzoldt; * 9. Januar 1880 in Pilsen in Böhmen; † 9. Mai 1936 in Dresden als Gustav Johannes Petzoldt) war ein deutscher Grafiker, Zeichner und Exlibris-Künstler sowie Illustrator.

## Leben und Werk
Eines der bekanntesten Werke Gustav Petzolds ist sein 1902 in Dresden geschaffenes Exlibris für den Schriftsteller Herman Anders Krüger.
Mit den Künstlersignaturen Petzold und G. Petzoldt war Gustav Petzold zu Anfang des 20. Jahrhunderts einer der bildgebenden Künstler der Zeitschrift Jugend – Münchner illustrierte Wochenschrift für Kunst und Leben. Für die „Jugend“ schuf der Petzold, der heute zu der Personengruppe „Illustrator / Karikaturist / Zeichner“ der Zeitschrift gerechnet wird, in den Jahren von 1904 bis Ende 1918 in unregelmäßigen Abständen Zierleisten und insbesondere florale Motive im Jugendstil.
Um 1906 arbeitete Petzold in Düsseldorf. Bei einer Preisverteilung 1909 an der Königlichen Akademie in Dresden, bei der Künstler aus Deutschböhmen ausgezeichnet wurden, erhielt Petzold laut einer Meldung des Prager Tagblattes ein Ehrenzeugnis und wurde zudem mit Geldpreisen und Stiftungen bedacht.

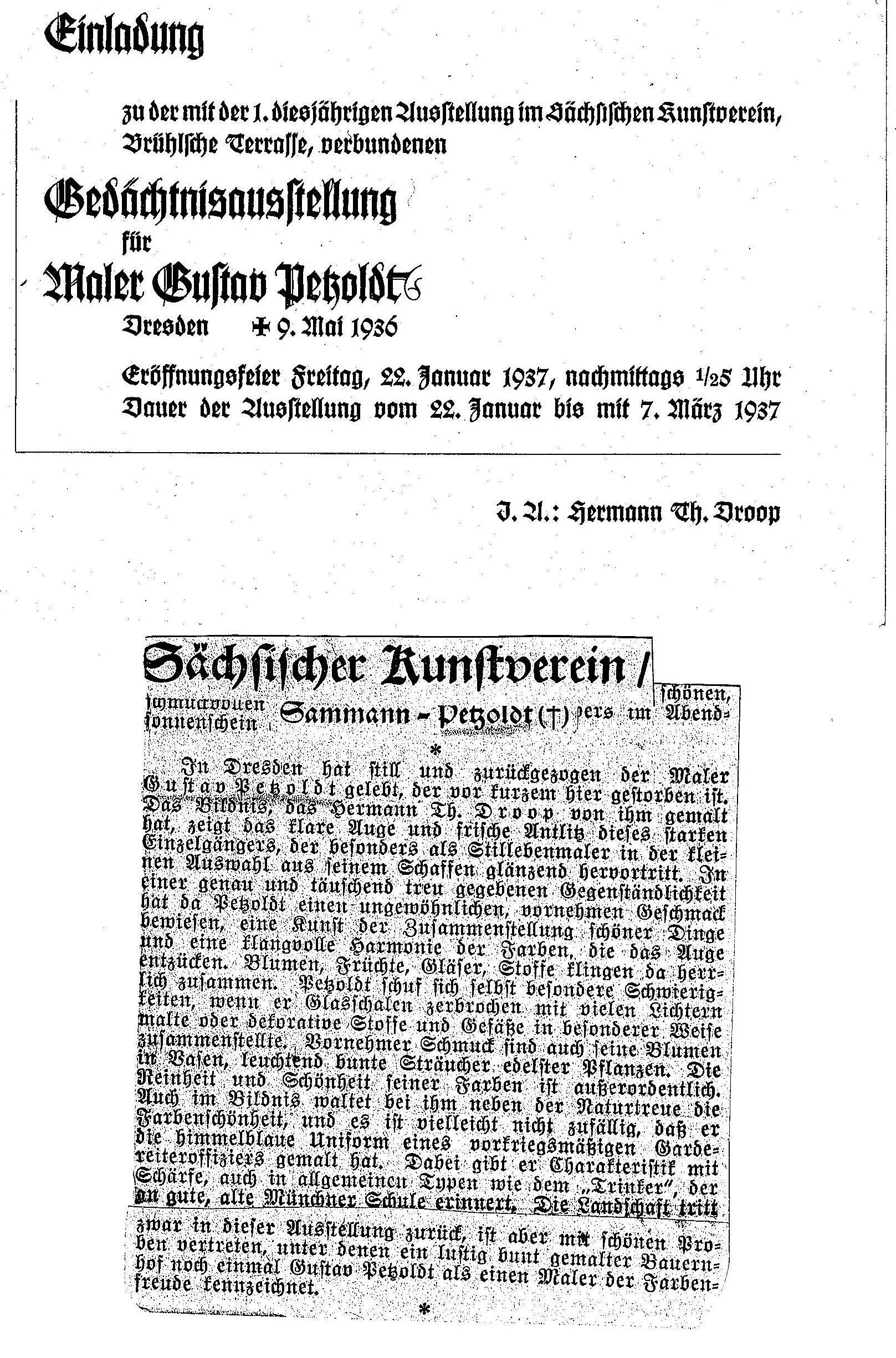

„12. Mai 1936. Heute hat man auf dem Trinitatisfriedhof zu Dresden meinen ehemaligen Schüler und späteren Freund Gustav Petzoldt begraben, den ich sehr lieb gehabt habe wegen der rührenden Treue, mit der er seit über 30 Jahren an mir gehangen hat. Petzold kam als armer Gastwirtssohn aus dem Böhmerwald um 1900 nach Dresden und ward bei Pollatz [aak: einer Paukschule] mein Schüler. Ich erreichte, dass er wegen seiner künstlerischen Begabung und Leistung das einjährige Freiwilligen Zeugnis [aak: d.h. mit Mittlerer Reife brauchte man nur ein Jahr zum Militärdienst] ohne wissenschaftliche Prüfung, die er kaum hätte bestehen können, erhielt, brachte ihn darauf in eine Schokoladenfabrik als Zeichner für Reklame unter, dann absolvierte er die Akademie, ging nach Düsseldorf und Wien. Wir verloren uns viele Jahre. Doch nach dem Weltkrieg sahen wir uns wieder, beide ziemlich mitgenommen vom harten Erleben. Er hatte eine wohlhabende, schöne Frau geheiratet, die ihn (wie so viele damals) betrog, während er draußen kämpfte und seine Gesundheit verlor. Er ließ sich scheiden und lebte ärmlich von einer Rente wegen seines schweren Lungenschadens, malte jedoch fleißig, besonders sehr feine Miniaturen, Porträts, Landschaften und Blumen. Er besuchte mich hier in Altenburg, versuchte mich auch mehrfach zu zeichnen; aber mein harter Kopf, der den Bildhauern mehr lag als den Malern, glückte ihm ebenso wenig wie anderen Malern.
Jetzt hat ihn eine Grippe still und schmerzlos dahingerafft, wie mir die mütterliche Freundin, die achtzigjährige Kunstmalerin Emily Lengnick ‚Mimili‘ mitteilte. Petzold war ein stiller, doch sehr eigenartiger Künstler, ein ganz innerlicher, feiner Mensch. Die große Welt kümmerte sich nicht um ihn, und er auch nicht um sie. Im Schaffen fand er wie ich volles Glück und ließ sich daran genügen, ein Meister ohne Jünger zu bleiben. Darum wird er bald vergessen sein aber nie in meinem Herzen.“
„In Dresden hat still und zurückgezogen der Maler Gustav Petzold gelebt. Der vor kurzem hier gestorben ist. Das Bildnis, das Hermann Th. Droop von ihm gemalt hat, zeigt das klare Auge und frische Antlitz dieses starken Einzelgängers, der besonders als Stilllebenmaler in der kleinen Auswahl aus seinem Schaffen glänzend hervortritt.“